# Хосе Аракістайн
Хосе Аракістайн Аррьета (ісп. José Araquistáin; нар. 4 березня 1937, Аскойтія) — іспанський футболіст, воротар. Виступав за збірну Іспанії. Грав за Реал Мадрид, разом з ним виграв кубок чемпіонів 1966 року. Він зіграв 6 матчів за збірну Іспанії з футболу, і виступав на чемпіонаті світу 1962 року.

## Титули і досягнення
- Чемпіон Іспанії: 1961-62, 1962-63, 1963-64, 1964-65, 1966-67, 1967-68
- Володар кубка Іспанії: 1961-62
- Володар Кубка чемпіонів УЄФА: 1965-66